# Erik Lincar
Erik Augustin Lincar est un footballeur roumain né le 16 octobre 1978 à Oradea.

## Carrière
- 1996-1997 : Girondins de Bordeaux  France
- 1997-2002 : Steaua Bucarest  Roumanie
- 2002-2003 : Panathinaïkos  Grèce
- 2003-2004 : Akratitos Liosion  Grèce
- 2004-2006 : Amkar Perm  Russie
- 2006-2007 : National Bucarest  Roumanie

## Palmarès
- Champion de Roumanie : 1998, 2001 avec Steaua Bucarest.
- Vainqueur de la Coupe de Roumanie : 1999 avec Steaua Bucarest.
- Vainqueur de la Supercoupe de Roumanie : 1998, 2001 avec Steaua Bucarest.
- Vice-Champion de Grèce : 2003 avec Panathinaïkos.